# Douglas Diamond
Douglas Warren Diamond (Chicago, 25 de octubre de 1953) es un economista estadounidense. Profesor de Finanzas del Servicio Distinguido Merton H. Miller en la Escuela de Negocios Booth de la Universidad de Chicago . Se especializa en el estudio de intermediarios financieros, crisis financieras y liquidez . Fue presidente de la Asociación Financiera Estadounidense (2003) y de la Asociación Financiera Occidental (2001-02) .
Junto con Ben Bernanke y Philip H. Dybvig, fue galardonado con el Premio Nobel de Ciencias Económicas en 2022.
Diamond es conocido por su trabajo sobre crisis financieras y pánicos bancarios, particularmente el influyente modelo Diamond-Dybvig publicado en 1983 y el modelo Diamond de monitoreo delegado publicado en 1984. Fue catalogado por Thomson Reuters como uno de los "investigadores que probablemente estarán en la contienda por los honores Nobel en función del impacto de citas de su investigación publicada". En 2016, fue galardonado con el Premio CME Group - MSRI en Aplicaciones Cuantitativas Innovadoras.

## Educación
Diamond nació en el seno de una familia judía en Chicago, Estados Unidos. En 1975, Diamond se graduó de la Universidad de Brown con una licenciatura en economía. Al año siguiente, y en 1977, Diamond obtuvo una maestría y, finalmente, un doctorado en economía en 1980 de la Universidad de Yale .

## Carrera profesional
Diamond ha sido profesor invitado en la Universidad de Ciencia y Tecnología de Hong Kong, la Escuela de Administración Sloan del MIT y la Universidad de Bonn . Además de estas experiencias, Diamond también pasó tiempo enseñando en la Universidad de Yale. Actualmente, Diamond es el Profesor de Finanzas del Servicio Distinguido Merton H. Miller en la Escuela de Negocios Booth de la Universidad de Chicago, ha sido miembro de la facultad de la Universidad de Chicago desde 1979.

## Honores y premios
- Miembro, Sociedad Econométrica (desde 1990)[9]
- Miembro, Academia Estadounidense de las Artes y las Ciencias (elegido en 2001)[10]
- Miembro, Asociación Financiera Estadounidense (seleccionado en 2004)[11]
- Miembro de Teoría Económica, Sociedad para el Avance de la Teoría Económica (2016)
- Miembro, Academia Nacional de Ciencias (elegido en 2017)[12]

### Premios
- Premio Morgan Stanley-American Finance Association a la excelencia en finanzas, 2012
- Doctor honoris causa, Universidad de Zúrich, 2013
- Premio CME Group-MSRI en Aplicaciones Cuantitativas Innovadoras, 2016
- Medalla Cruz Wilbur, 2017
- Premio Onassis en Finanzas, 2018
- Premio Nobel de Ciencias Económicas, 2022

## Artículos
- “Miedo a las ventas forzadas, la búsqueda de falta de liquidez y la congelación de créditos”, coautor Raghuram Rajan, The Quarterly Journal of Economics (mayo de 2011).[13]
- "Riesgo de liquidez, creación de liquidez y fragilidad financiera: una teoría de la banca", coautor Raghuram Rajan, Journal of Political Economy (abril de 2001).[14]
- "Supervisión y reputación: la elección entre préstamos bancarios y deuda colocada directamente", Journal of Political Economy (agosto de 1991).[15]
- "Intermediación Financiera y Supervisión Delegada", Revista de Estudios Económicos (julio de 1984).[16]
- "Corridas bancarias, seguro de depósitos y liquidez", coautor Philip Dybvig, Journal of Political Economy (junio de 1983).[17]